# Мбаје Нијанг
Мбаје Нијанг (фр. M'Baye Niang; Ивлин, 19. децембра 1994) сенегалски је фудбалер који игра у нападу.

## Каријера
Дебитовао је 2010. године за екипу Кана, у којем је провео две сезоне. У каријери је играо за клубове из Француске, Енглеске и Италије.
Од 2018. године наступа за италијански Торино.

## Репрезентација
У 2017. години дебитовао је на званичним утакмицама за сениорску репрезентацију Сенегала.
На Светском првенству 2018. године, Нијанг је постигао гол у првом колу против Пољске. Сенегал је победио ту утакмицу са 2:1.

### Голови за репрезентацију
Голови Нијанга у дресу са државним грбом
| #  | Датум         | Место  | Противник | Гол | Резултат | Такмичење                         |
| -- | ------------- | ------ | --------- | --- | -------- | --------------------------------- |
| 1. | 19. јун 2018. | Москва | Пољска    | 2:0 | 2:1      | Светско првенство у фудбалу 2018. |